# Naumenkov
Naumenkov (del ruso: Науменков) es un jútor del raión de Séverskaya, en el krai de Krasnodar de Rusia. Está situado en la orilla derecha del río Ubin, afluente del Afips, de la cuenca del Kubán, 6 km al este de Séverskaya y 29 km al suroeste de Krasnodar, la capital del krai. Tenía 39 habitantes en 2010.
Pertenece al municipio Séverskoye.

## Transporte
Al norte de la localidad pasa la línea Krasnodar-Novorosisk de la red del ferrocarril del Cáucaso Norte y en la carretera A146 que hace la misma ruta.